# Poliritmia
Nella teoria musicale, la poliritmia in musica consiste nell'impiego simultaneo di ritmi diversi tra le voci di una composizione e si differenzia dal semplice impiego di gruppi irregolari (es. terzine) in una sola voce che produce soltanto una diversione melodica. Una poliritmia, per essere detta tale, richiede che l'impiego simultaneo dei ritmi nelle diverse parti produca una ricchezza di varietà ritmica, piuttosto che semplicemente melodica.
Gli esempi più frequenti di poliritmia coinvolgono ritmi pari e dispari o comunque non multipli della stessa unità temporale, in modo da ottenere figure ritmiche diverse da quelle già presenti in ognuno dei ritmi presi singolarmente.

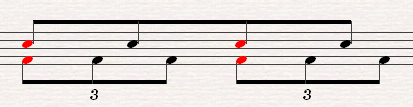
Ritmo tre contro due (3:2). Le note colorate vengono suonate contemporaneamente

Una comune poliritmia è il tre contro due (3:2) corrispondente all'esecuzione simultanea di terzine e duine, rappresentato in figura. Analogamente possono essere costruite poliritmie 3:4, 5:4, 7:4. All'ascolto esse suonano come segue:
- tre contro due, file MIDI
- tre contro quattro, file MIDI

Impiegata occasionalmente in ogni ambito musicale, la poliritmia è stata però usata estensivamente da alcune tradizioni musicali popolari, soprattutto in quelle  Africane (soprattutto per quello che riguarda la musica per percussioni). Da queste, la poliritmia ha trovato spazio anche in ambiti musicali più moderni quali jazz, jazz-fusion, musica latina, math rock e progressive metal. In ambito rock e metal, gruppi come i Meshuggah hanno sovrapposto tempi dispari particolarmente insoliti (9/16 - 13/16 - 17/16 - 27/16 ecc..) su una base ritmica ostinata in 4/4.